# Орден Короны Королевства
Наивозвышенный Орден Короны Королевства — одна из высших государственных наград Малайзии.

## История
Орден был учреждён 16 августа 1958 года первым Янг ди-Пертуан Агонгом Малайзии Абдулом Рахманом для вручения правителям государства и их супругам, главам иностранных государств и другим видным деятелям.
Существует ограничение по одновременному количеству членов ордена — 30 человек.
Награждённые орденом имеют право указывать после своего имени литеры DMN.

## Степени
Орден имеет одну степень.

## Описание
Инсигнии ордена состоят из знака на орденской цепи, знака на чрезплечной ленте и звезды на левой стороне груди.
Знак ордена представляет собой золотую пятиконечную звезду с орнаментированными лучами, на которую наложена десятиконечная листовидная звезда с листовидными же малыми штралами. В центре круглый медальон жёлтой эмали. В медальоне внизу золотой полумесяц рогами вверх, над ним золотая королевская корона в цветных эмалях.
Знак при помощи кольца крепится к орденской цепи или ленте.
Орденская цепь состоит из 24 чередующихся звеньев, соединённых между собой двойными цепочками. Звенья в виде:
- арматуры с полумесяцем рогами вверх и пятиконечной звездой между рогов;
- восьмиконечной орнаментальной звезды с штралами, в центральном медальоне жёлтой эмали которой изображение золотой одиннадцатиконечной звезды с прямыми двугранными лучами.

Звезда ордена золотая девятиконечная с бриллиантовыми гранями, на которую наложена девятиконечная листовидная орнаментальная звезда с листовидными же малыми штралами. В центре круглый медальон жёлтой эмали. В медальоне внизу золотой полумесяц рогами вверх, над ним золотая королевская корона в цветных эмалях.
 Лента ордена жёлтого цвета с красной полоской в центре и синими полосками по краям, обременённых белой полоской по центру.